# Montemagno Monferrato
Montemagno Monferrato je italská obec v provincii Asti v oblasti Piemont.
K 31. prosinci 2011 zde žilo 1 179 obyvatel.

## Sousední obce
Altavilla Monferrato, Casorzo, Castagnole Monferrato, Grana, Refrancore, Viarigi